# Eva Lindström
Eva Lindström (Västerås, 1952) è una scrittrice e illustratrice svedese.

## Biografia
Nata a Västerås nel 1952, vive e lavora a Stoccolma.
Ha compiuto gli studi alla Scuola d'Arte della città natale e all'Università di Arti, Mestieri e Design di Stoccolma.
Dopo gli inizi come fumettista, nel 1988 ha pubblicato il suo primo libro per ragazzi, Kattmössan.
Autrice di oltre 35 libri, nel 2022 è stata insignita del prestigioso Astrid Lindgren Memorial Award alla carriera.

## Opere tradotte in italiano (illustratrice)

### Romanzi
- Zigge con la zeta di Inger Lindahl (Zigge med Zäta, 2000), Milano, Feltrinelli, 2003 traduzione di Laura Cangemi ISBN 88-07-92071-9.
- Zigge, quasi un esperto di Inger Lindahl (Zigge nästan proffs, 2001), Milano, Feltrinelli, 2005 traduzione di Laura Cangemi ISBN 88-07-92095-6.
- Arrivederci Zigge di Inger Lindahl (Morsning och good bye Zigge, 2003), Milano, Feltrinelli, 2008 traduzione di Laura Cangemi ISBN 978-88-07-92120-9.

## Premi e riconoscimenti
Premio August
- 2013 vincitrice nella categoria "Letteratura per ragazzi" con Snöret, fågeln och jag di Ellen Karlsson[6]

Astrid Lindgren Memorial Award
- 2022 alla carriera[7]